# Stemmatophora vulpecalis
Stemmatophora vulpecalis is een vlinder uit de familie van de snuitmotten (Pyralidae). De wetenschappelijke naam van de soort werd voor het eerst geldig gepubliceerd in 1891 door Émile Louis Ragonot.
De soort komt voor in Europa.